# Real Junta General de Comercio
La Real Junta General de Comercio (Junta de Comerç, en catalán) fue una organización nacida con el fin de promover el comercio y la industria en la España del siglo XVII. Creada por Carlos II en 1679, su ámbito de actuación fue la Corona de Castilla.

## Historia
La Junta de Comercio fracasó en su tarea, siendo un organismo totalmente ineficaz a principios del XVIII . A partir de 1730, el Gobierno de Felipe V intentó reorganizar la antigua Junta agregándole organismos afines. En esa nueva etapa, el organismo tampoco tendría demasiado éxito, pero su reaparición provocó la creación de las llamadas Juntas Particulares de Comercio, destacando la de Valencia (1762) y, sobre todo, la Real Junta Particular de Comercio de Barcelona (1758), que se convertiría con el tiempo en un órgano de participación de la nueva burguesía catalana, y de cuyo éxito pudiera derivar la escasa penetración de las Sociedades económicas de amigos del país en la comunidad de Cataluña.